# Dipcadi oxylobum
Dipcadi oxylobum är en sparrisväxtart som beskrevs av Friedrich Welwitsch och John Gilbert Baker. Dipcadi oxylobum ingår i släktet Dipcadi och familjen sparrisväxter.
Artens utbredningsområde är Angola. Inga underarter finns listade i Catalogue of Life.